# Rancho Bernardo (San Diego)
Rancho Bernardo es una comunidad planeada de la ciudad de San Diego, California, localizada en el condado de San Diego. Rancho Bernardo está geográficamente situado a 20 millas al norte-noreste del centro de San Diego, y al norte de Carmel Mountain Ranch, al noroeste de Poway y al sur de Escondido.
La Prehistoria de Rancho Bernardo, o popularmente como RB, empezó en 1789 con un terreno regalado por el rey de España como La 
Cañada de San Bernardo. A como lo dice el primer nombre, la topografía de RB consiste de cañones y colinas. A 
principio de 1800, la población de Rancho Bernardo consistía de una combinación volátil de indígenas y rancheros. 
Actualmente el área es una comunidad extensa principalmente de casas rodantes, centros comerciales, campos de golf y parques de oficinas que son muy típicas del desarrollo maquinario de San Diego. Durante los años 1960 Rancho Bernardo vio el nacimiento de su nomenclatura actual cuando Rancho Bernardo real estate obtuvo su incorporación de la aprobación de la comunidad de desarrolladores AVCO. Este fue el comienzo de lo que hoy es Rancho Bernardo. Rancho Bernardo es la sede corporativa de la primera fabrica japonesa de la Sony en los Estados Unidos.
El 22 de octubre de 2007 el incendio de Witch Creek quemó varias partes de Rancho Bernardo y otras áreas pobladas del condado de San Diego, destruyendo cientos de casas. Los barrios de The Trails, Montelena y Westwood fueron las áreas más afectadas de Rancho Bernardo.

## Eventos anuales
La comunidad celebra un carnaval anual al estilo de una feria callejera conocida como RB! Alive durante el verano, y usualmente es celebrado el primer domingo de junio. La feria callejera es abierta para todas las edades